# Ann Oren
Pour les articles homonymes, voir Oren.
Ann Oren, née à Tel Aviv-Jaffa en 1979, est une réalisatrice israélienne, dont les films ont été sélectionnés dans plusieurs festivals, dont, en août 2022, le Festival international du film de Locarno.

## Biographie
Née en 1979 à Tel-Aviv, Ann Oven étudie le cinéma et les beaux-arts à la School of Visual Arts, à New York. Depuis, elle vit et travaille à Berlin et Tel-Aviv .
Elle réalise dans un premier temps des courts métrages, tel The World is Mine en 2017.
En 2020, un court-métrage qu’elle a réalisé est diffusé, le court-métrage Passage. Il évoque les frontières entre l'humain et l'animal. Ce court métrage est présenté dans plusieurs festivals dont le Bucharest International Dance Film Festival, le Festival international du film de La Roche-sur-Yon 2020 ou encore le Festival du film de Londres. Il reçoit notamment le grand prix du jury au Slamdance Film Festival (en).
Puis, son premier long-métrage, sur un thème assez proche, Piaffe, est présenté en août 2022 à la 75e édition du Festival international de Locarno, en Suisse. C’est l’un des dix-sept longs-métrages qui concourent pour le Léopard d'or. Cette fiction raconte l’histoire, surréaliste, d’une femme, bruiteuse de cinéma, qui est amené à travailler sur le  son d’une publicité pour un médicament stabilisant l’humeur, et utilisant pour ce faire l’image d’une cavalière à cheval . Cette bruiteuse de cinéma va progressivement se métamorphoser et se voir doter d’une queue de cheval,,,.

## Filmographie

### Courts métrages
- 2020 : Dots
- 2020 : Passage
- 2020 : Blue

### Longs métrages
- 2022 : Piaffe